# Borgo Maggiore
Borgo Maggiore er en af San Marinos 9 kommuner og er samtidig republikkens næststørste by med omkring 6.000 indbyggere. Byen ligger for foden af det stejle og iøjnefaldende bjerg Monte Titano.

## Historie
Stedet hed oprindeligt "Mercatale" ("Markedspladsen") og er fortsat den fremmeste markedsby i San Marino. Den nære beliggenhed til San Marino by og den oprindelige markedskultur gør, at Borgo Maggiore fremstår som en moderne handelsby med mange og store butikker.

## Transport
Der er en svævebane, Funivia San Marino, der forbinder Borgo Maggiore med San Marino by. Turen med svævebanen har en længde af ca. 1,5 km.
Staten San Marinos eneste heliport ligger i Borgo Maggiore.

## Steder af interesse
- Piazza Grande, rådhusplads
- Heliporten i San Marino
- Landets eneste McDonald's-restaurant

## Links
- San Marino-hjemmeside om Borgo Maggiore Arkiveret 9. november 2010 hos  Wayback Machine – på engelsk